# Dmitrij Papierno
Dmitrij Papierno (ur. 18 lutego 1929 w Kijowie, zm. 12 października 2020 w Northbrook) – ukraiński pianista i pedagog muzyczny; laureat VI nagrody na V Międzynarodowym Konkursie Pianistycznym im. Fryderyka Chopina (1955).

## Życiorys

### Młodość i wykształcenie
Naukę rozpoczął w Szkole Muzycznej przy Konserwatorium Kijowskim. Później uczył się w Centralnej Szkole Muzycznej przy Konserwatorium Moskiewskim. W latach 1946–1951 był studentem Konserwatorium Moskiewskiego. Jego nauczycielem był Aleksandr Goldenweiser, u którego odbył też pięcioletnią aspiranturę. 
W 1955 reprezentował ZSRR na V Międzynarodowym Konkursie Pianistycznym im. Fryderyka Chopina, gdzie zdobył VI nagrodę. W 1958 został laureatem III nagrody na Międzynarodowym Konkursie Muzycznym im. George'a Enescu w Bukareszcie. 

### Międzynarodowa kariera
Po sukcesach konkursowych rozpoczął międzynarodową karierę, w trakcie której dał ponad 1 500 koncertów. Występował m.in. w ZSRR, Niemczech, Czechosłowacji, Anglii, Belgii, Rumunii, Jugosławii, Hiszpanii, Portugalii, Holandii, na Węgrzech, Kubie i we Francji. Grał m.in. na EXPO 1958 w Brukseli. Wielokrotnie występował w Polsce, m.in. w Filharmonii Narodowej i na Międzynarodowym Festiwalu Chopinowskim w Dusznikach-Zdroju.
Jest też pedagogiem muzycznym. Był wykładowcą w Instytucie Muzyczno-Pedagogicznym im. Gniesinych w Moskwie (1967–1977), a następnie w DePaul University w Chicago (od 1977, od 1985 jako profesor, obecnie profesor emeritus). Wielokrotnie prowadził kursy mistrzowskie dla pianistów oraz był jurorem międzynarodowych konkursów muzycznych.
Autor wielu płyt i publikacji w dziedzinie muzykologii. Współpracował z firmami Melodia, Musical Heritage Society i Cedille Records.